# Himmler György
Himmler György (Ipolyság, 1954. szeptember 12. –) gimnáziumi tanár, szerkesztő, művelődésszervező.

## Élete
1979-ben a pozsonyi Comenius Egyetem történelem–filozófia szakán végzett. 1979–1981 között a lévai Barsi Múzeum történésze, majd 1981-től a párkányi gimnázium tanára.
Helytörténeti írásokat, könyvismertetéseket közölt, 1994-től a Párkány és Vidéke Társulás elnöke. 1992–2008 között a Párkány és Vidéke regionális havilap főszerkesztője volt. Távozása előtt személyes támadások érték.

## Elismerései
- 1991 Széchenyi Társaság díja
- 2004 Rákóczi Emlékplakett

## Művei
- 1995 Párkány / Štúrovo – pozoruhodnosti
- Wertner Mór emlékkönyv; összeáll., szerk. Himmler György; Párkány és Vidéke Kulturális Társulás, Párkány, 1999
- 2004 Esztergom–Párkány. A Mária Valéria-híd
- 1997-ben szerkesztette Haiczl Kálmán három művének újrakiadását (Kakath-Dsigerdelen Csekerdány-Párkány; A bényi prépostság temploma; Sárkányfalva)